# Конунова, Циля Борисовна
Циля Борисовна Конунова (урождённая Фрид; 27 октября 1920, Одесса — 12 сентября 2010, Кишинёв) — молдавский советский химик, доктор химических наук (1976), профессор; шахматистка.

## Биография
Родилась в 1920 году в Одессе, в семье Бориса Мееровича Фрида (1893—1943), уроженца Тульчина, и Беллы Фрид. В 1938 году стала победительницей чемпионата СССР по шахматам среди девушек, что положило начало шахматному буму в Одессе. В 1949 году разделила первое место на чемпионате Украинской ССР по шахматам среди женщин с Бертой Корсунской.
Училась на химическом факультете Одесского университета, но так как учёба была прервана войной, окончила его уже после возвращения в Одессу из эвакуации в Ташкенте (где также училась в Среднеазиатском государственном университете). После окончания университета переехала с мужем в Молдавию, где преподавала химию в школе в Страшенах, затем на кафедре неорганической химии в Кишинёвском университете, впоследствии доцент. Диссертацию кандидата химических наук защитила под руководством А. В. Аблова.
В 1964 году была переведена в Кишинёвский политехнический институт, где основала и стала первой заведующей кафедрой неорганической химии, которой заведовала до 1975 года, затем работала профессором этой кафедры до 1995 года. Диссертацию доктора химических наук по теме «Изучение комплексообразования циркония и гафния с органическими лигандами» защитила в 1976 году.
Основные научные труды посвящены проблемам комплексообразования химических элементов с органическими лигандами. Этой же теме посвящена её монография «Координационные соединения циркония и гафния с органическими лигандами» (Кишинёв: Штиинца, 1975. — 224 с.). Автор нескольких учебных пособий для студентов вузов, в том числе учебника по аналитической химии «Chimie analytique» на французском языке (1994) и дважды переиздававшегося курса химии на румынском языке (1988, 1994).
Награждена медалью «За гражданские заслуги» (1996). Лауреат Государственной премии Молдавии в области науки и техники (1998).

## Семья
- Муж — Александр Филиппович Конунов (1912, Кишинёв — 1992, там же), выпускник Бухарестской королевской академии коммерции и экономики (1935), редактор и переводчик в издательстве «Шкоала советикэ» (Советская школа, 1957—1960) и на киностудии «Молдова-филм» (1960—1973), сценарист документального кино на студии «Телефилм-Кишинэу»; опубликовал стихотворные пародии и прозаический сборник на молдавском языке[15].
  - Сын — Борис Конунов, кинорежиссёр и сценарист. Дочь — Ирина Конунова, педагог.
  - Правнучка — скрипачка Александра Конунова (род. 1988), лауреат Международного конкурса скрипачей имени Йозефа Иоахима (I премия)[16].

## Публикации
- Координационные соединения циркония и гафния с органическими лигандами. Кишинёв: Штиинца, 1975. — 224 с.
- Окислительно-восстановительные реакции. Кишинёв: КПИ, 1980. — 74 с.
- Ю. С. Ляликов (1909—1976): Страницы жизни и творчества / И. И. Ватаман, А. В. Аблов, Ц. Б. Конунова. Кишинёв: Штиинца, 1980. — 132 с.
- Curs de chimie: Manual pentru facultăţile nespeciale ale instituţiilor de învăţămînt superior. Кишинёв: Лумина, 1988. — 624 с.[17]; 2-е издание — там же, 1994. — 607 с.